# Silos rakietowy

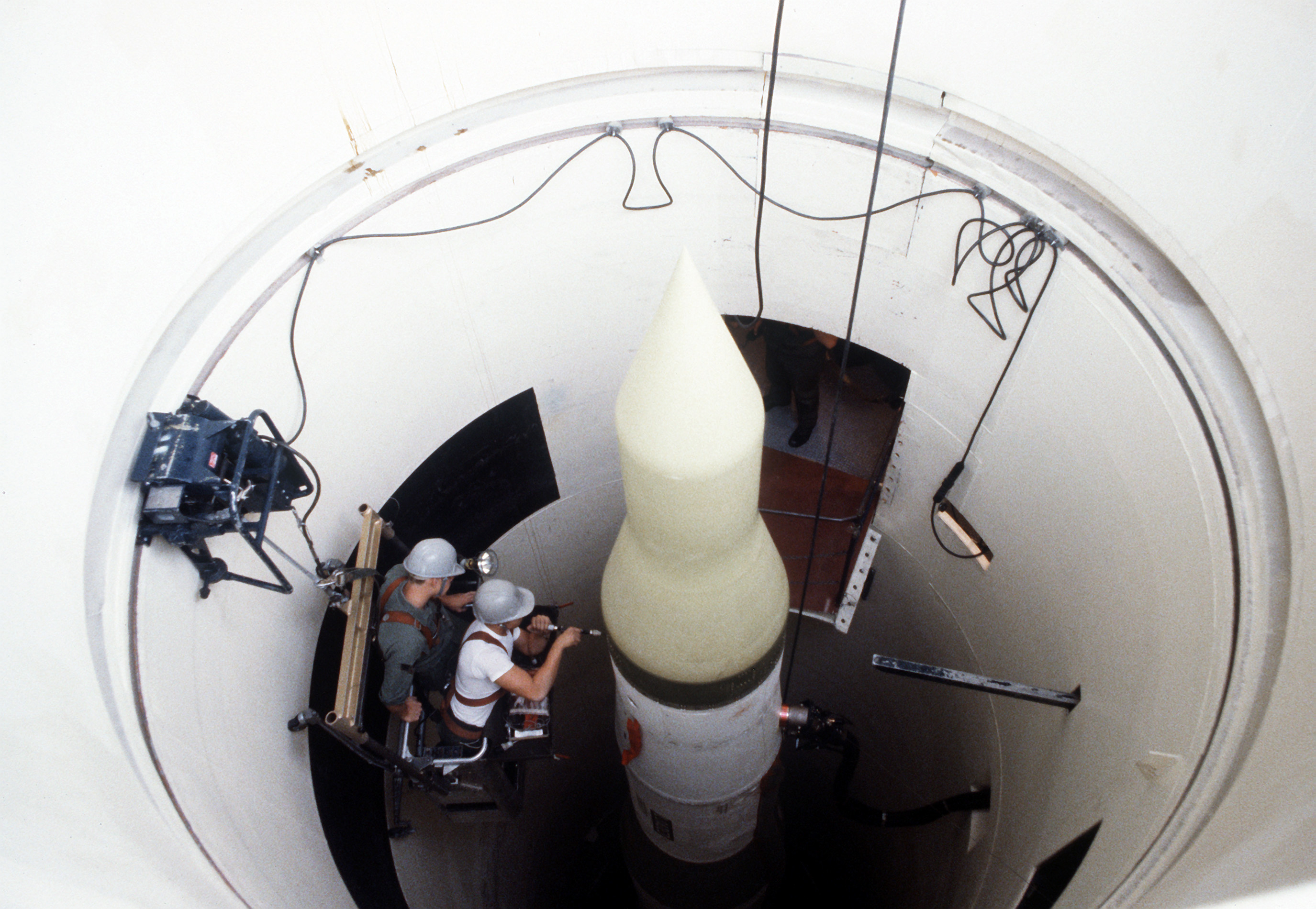
Amerykański pocisk balistyczny Minuteman II w silosie.

Silos rakietowy – umieszczona pod powierzchnią ziemi, nieruchoma konstrukcja stanowiąca wyrzutnię pocisków rakietowych – najczęściej rakietowych pocisków balistycznych oraz antybalistycznych. Wyrzutnie tego rodzaju najczęściej grupuje się po kilka kompleksów, zdalnie zarządzanych ze znajdującego się w pewnym oddaleniu centrum bojowego. Ze względów bezpieczeństwa, centrum to zdolne jest do zarządzania zarówno bezpośrednio sobie podległym zgrupowaniem wyrzutni, jak też kilkoma innymi – na wypadek zniszczenia ich własnych centrów bojowych.